# Helber José Gomes Goulart
Helber José Gomes Goulart (Mariana, 19 de setembro de 1944 – São Paulo, 16 de julho de 1973), foi militante da Ação Libertadora Nacional (ALN), lutando ativamente contra a ditadura militar no Brasil entre os anos de 1969 e 1973. Foi preso pelo DOI-CODI/ de São Paulo, em 1973. Seu caso é investigado pela Comissão Nacional da Verdade.

## Biografia
Filho de Jandyra de Souza Gomes e Geraldo Goulart do Nascimento, Helber ainda tinha duas irmãs, Maria do Carmo Goulart e Elba Goulart. Segundo relatos de suas irmãs retirados do Dossiê Ditadura: Mortos e Desaparecidos Políticos no Brasil. Helber começou a trabalhar desde cedo, com onze anos entregando jornais em Mariana, depois em uma fábrica de tecidos e então como datilógrafo na Prefeitura da cidade onde morava . Foi para São Paulo em 1971, com 17 anos, para procurar melhores opções de trabalho e onde permaneceu até 1963. A partir de então Helber se aproxima da esquerda, até por influência de seu pai, Geraldo, que era membro do Partido Comunista Brasileiro e se alia ao Grupo dos Onze nas ligas camponesas.
Após o golpe em 1964 ele foi então julgado na Auditoria Militar de Juiz de Fora e logo depois mudou-se para o Mato Grosso para trabalhar na construção do Complexo de Urubupungá (local onde se situa a cidade de Ilha Solteira, na região oeste do Estado de São Paulo, na divisa com o atual Mato Grosso do Sul). Helber se revoltou com as condições de trabalho e segurança no canteiro de obras. Em 1968 retornou a Mariana e depois para Ouro Preto, em 1969, quando entrou para a ALN  (Ação Libertadora Nacional).

## Anos de Chumbo
Tendo sido conhecido como “Euclides” em seus anos de luta, voltou a São Paulo em 1971 já na clandestinidade. Lá atuou na luta armada contra a ditadura militar e neste mesmo ano supõe-se que tenha ido para o Rio de Janeiro e participado do assalto à Casa de Saúde Dr. Eiras.
Nesta época Helber tinha um difícil contato com sua família, já que não podia mais revelar sua identidade pois vivia de forma clandestina. Escrevia cartas para suas irmãs indicando leituras (indicou o jornal O Pasquim) e sempre que possível enviava dinheiro á sua mãe; sua última carta foi mandada em 1972.

## Morte
Helber foi preso pelo DOI-CODI/SP em 1973 e morto por conseqüência da tortura sofrida na prisão. A notícia de sua morte foi publicada pelo jornais Folha da Tarde e O Globo em 19 de julho de 1973, na matéria do último veículo foi informado que ele portava documentos falsos. Na época os militares informaram que sua morte decorrera da participação de um tiroteio próximo ao Museu do Ipiranga em São Paulo, mas por conta de uma contradição no próprio laudo cadavérico do Instituto Médico Legal de São Paulo (IML) foi observado que essa informação era falsa, já que no laudo disponibilizado pelo IML continha a informação que o horário do falecimento teria sido às 16 horas do dia 16 de julho, quatro horas e meia antes do horário no qual o jornal Folha da Tarde noticiou na versão oficial sobre o tiroteio, esse que teria levado Helber a morte, Entretanto o laudo necroscópico revelou que o corpo de Helber apresentava equimoses, hematomas que aparecem no corpo causados por impactos que fazem os vasos sanguíneos se abrirem e vazarem sangue. Além disso, o laudo de análise do óbito revelou que o ferimento da bala encontrada em seu corpo, dita pelos militares que foi a causa de sua morte, teria sido de um disparo de cima para baixo, caracterizando um disparo feito em um corpo ja caído ao chão.
A requisição de análise do IML foi feita por Romeu Tuma e o atestado de óbito assinado por Dr. Harry Shibata e Orlando J.B. Brandão. Outros presos políticos confirmaram que haviam visto  Helber na prisão e que ele teria sido submetido a torturas, essas identificadas por conta de sua aparência. Em consequência dos maus tratos ele teve que ser transferido para o Hospital Militar do Cambuci, onde teria falecido. No laudo apesar de ter sido incluso presença de ferimentos, as marcas de tortura não foram anexadas. Em seu atestado de óbito foi anexada uma fotografia, a qual anos mais tarde, descobriu-se que foi feita antes que o militante tivesse morrido. Nessa foto, percebe-se marcas de ferimentos na altura de seu pescoço, o que não havia sido mencionado no laudo.
O corpo de Helber foi enterrado como indigente e encontrado apenas em 1990, 19 anos após sua morte, em uma vala comum no Cemitério Dom Bosco, situado no bairro de Perus, zona norte de São Paulo, após a Unicamp ter iniciado o Projeto Perus que revelou a identidade de corpos de dezenas de presos políticos da época da ditadura (1964-1985). Em 1922 com a identificação dos restos mortais, Helber foi sepultado em Mariana, no Cemitério de Santana, após missa do arcebispo D. Luciano Pedro de Almeida.

## Averiguação do caso
Foi descoberto depois de análise feita por Nilmário Miranda há uma improbabilidade de Helber ter sido morto por um tiro, já que para o projétil atingir o corpo do militante da forma como aconteceu, o mesmo teria que estar deitado no chão, o que contradiz a versão oficial dada no jornal Folha da Tarde no qual dizia que houve um confronto armado que no final houve uma morte.
Em 1996 o caso 241/96, de Helber, foi aceito na CEMDP (Comissão Especial sobre Mortos e Desaparecidos Políticos). Depois do julgamento do caso, Nilmário Miranda apresentou ao perito Celso Nenevê uma foto de Helber após a morte e o que o profissional detectou foi que haviam vestígios de que a pessoa ainda estava viva na imagem.
Suzana Lisboa que participou das buscas na Vala de Perus, em 2013 esteve na 115° audiência da Comissão da Verdade do Estado de São Paulo, onde falou sobre como foi achar os restos mortais de Helber. Suzana disse que foram encontrados junto ao que sobrou do corpo do militante, mais três pessoas e que a identificação foi feita pois o mesmo não tinha os dentes.

## Homenagens
Helber José Gomes Goulart foi um dos 53 homenageados da Ditadura Militar, com placas pelos cemitérios em São Paulo. Tal homenagem se deu em 2017, quando três cemitérios da cidade ganharam placas para homenagear as vítimas da Ditadura Militar que foram sepultadas nos cemitérios municipais da cidade entre os anos de 1969 e 1979. Além dos nomes nas placas, houve também o plantio de árvores de Ipês nesses lugares.
O primeiro a receber a homenagem foi o Cemitério Dom Bosco, seguido do de Campo Grande e, por fim, o de Vila Formosa. O projeto foi uma parceria entre três secretarias: a de Direitos Humanos e Cidadania (SMDHC), a do Verde e Meio Ambiente (SVMA) e a do Serviço Funerário do Município de São Paulo (SFMSP).
Além disso, há uma rua na cidade de Nova América, no Estado de São Paulo, que leva o nome de Helber José Gomes Goulart.